# Haxtun
Haxtun és una població dels Estats Units a l'estat de Colorado. Segons el cens del 2000 tenia 982 habitants.

## Demografia
Segons el cens del 2000, Haxtun tenia 982 habitants, 418 habitatges, i 267 famílies. La densitat de població era de 758,3 habitants per km².
Dels 418 habitatges en un 28,2% hi vivien nens de menys de 18 anys, en un 53,6% hi vivien parelles casades, en un 6,2% dones solteres, i en un 35,9% no eren unitats familiars. En el 32,1% dels habitatges hi vivien persones soles el 19,6% de les quals corresponia a persones de 65 anys o més que vivien soles. El nombre mitjà de persones vivint en cada habitatge era de 2,26 i el nombre mitjà de persones que vivien en cada família era de 2,83.
Per edats la població es repartia de la següent manera: un 22,8% tenia menys de 18 anys, un 5,7% entre 18 i 24, un 22,5% entre 25 i 44, un 21% de 45 a 60 i un 28% 65 anys o més.
L'edat mediana era de 44 anys. Per cada 100 dones de 18 o més anys hi havia 87,2 homes.
La renda mediana per habitatge era de 30.625 $ i la renda mediana per família de 38.906 $. Els homes tenien una renda mediana de 31.190 $ mentre que les dones 19.519 $. La renda per capita de la població era de 16.370 $. Entorn del 6,3% de les famílies i el 12,4% de la població estaven per davall del llindar de pobresa.

## Poblacions més properes
El següent diagrama mostra les poblacions més properes.